# Fanie Spies
 Stefanus Johannes „Fanie“ Spies (* 16. Juni 1922 in Oudtshoorn, Südafrikanische Union;  † 20. oder 21. Jahrhundert) war ein südafrikanischer Geschäftsmann in Südwestafrika bzw. Namibia.
Von 1961 bis 1963 war Spies Bürgermeister von Windhoek. Er saß bis mindestens 1992 im Stadtrat der Hauptstadt.
Spies ging auf die Oudtshoorn High School in seiner Heimatstadt und besuchte die Universität Stellenbosch. 1945 wanderte er nach Südwestafrika aus. Er verdiente seinen Lebensunterhalt als Geschäftsmann und arbeitete u. a. bei Ohlthaver & List.
Er war ab 1951 mit Zenobia Spies (1923–2021), geb. Terblanche, verheiratet.